# Fuminana curra
Fuminana curra är en insektsart som beskrevs av Delong och Freytag 1969. Fuminana curra ingår i släktet Fuminana och familjen dvärgstritar. Inga underarter finns listade i Catalogue of Life.